# Dinarmus garouae
Dinarmus garouae är en stekelart som först beskrevs av Jean Risbec 1956.  Dinarmus garouae ingår i släktet Dinarmus och familjen puppglanssteklar. Inga underarter finns listade i Catalogue of Life.